# Пробуждение весны (мюзикл)
«Пробуждение весны» (англ. Spring Awakening) — бродвейский мюзикл 2006 года. Музыку написал известный музыкант и композитор Дункан Шейк[en], а тексты песен — Стивен Сатер[en]. Мюзикл получил премию Лоренса Оливье за лучший мюзикл.

## Сюжет
События происходят в Германии, на дворе — 1891 год. Мир, где взрослые правят всем. Юная красавица Вендла пытается понять себя, познать своё тело и задаётся вопросом — как же рождаются дети, откуда они берутся? Однако строгая Мама не велит задавать такие неприличные вопросы и требует носить многослойные платья, пряча под собой великолепие юного тела.
Где-то недалеко, бесстрашный юноша Мельхиор и его друг Мориц тратят время на школу, но не могут ни на чём сосредоточиться. Учитель наказывает их и преподаёт уроки взросления.
Одним погожим вечером, по воле случая, Мельхиор и Вендла встречаются в лесу и понимают, что испытывают желание чего-то невиданного — новые ощущения не отпускают их и влекут в сети безудержной страсти!
Пока Вендла и Мельхиор проводят время в объятиях друг друга, Морица скоро исключают из школы. И даже мама Мельхиора, единственный взрослый друг юноши, не слышит его криков о помощи. Тогда Мориц решается на отчаянный поступок, не желая больше слушать заверений своей подруги Ильзы о лучшей жизни…
Учителя не интересуют причины самоубийства Морица. Он лишь обвиняет в этом Мельхиора. Тем временем, Мама узнаёт, что её дочь, малютка Вендла, ждёт ребёнка. Наступает момент, когда двое молодых людей должны противостоять всему миру, чтобы дать лучшую жизнь своему будущему ребёнку…

## Спектакль
| Действие I 1. «Mama Who Bore Me». Исполняет Вендла. 2. «Mama Who Bore Me (Reprise)». Исполняют Вендла и другие девочки. 3. «All That’s Known». Исполняет Мельхиор. 4. «The Bitch of Living». Мориц, Мельхиор и другие ребята. 5. «My Junk». Исполняют девочки и ребята. 6. «Touch Me». Исполняют девочки и ребята. 7. «The Word of Your Body». Исполняют Вендла и Мельхиор. 8. «The Dark I Know Well». Исполняют Марта, Ильза и ребята. 9. «And Then There Were None». Исполняют Мориц и другие ребята. 10. «The Mirror-Blue Night». Исполняют Мельхиор и другие ребята. 11. «I Believe». Исполняют девочки и ребята. | Действие II 1. «The Guilty Ones». Исполняют Вендла, Мельхиор, девочки и ребята [в поздней версии постановки песня была заменена на «There Once Was a Pirate» в исполнении Дункана Шейка и доступна как бонусный трек на переиздании альбома с записью оригинального состава мюзикла]. 2. «Don’t Do Sadness». Исполняет Мориц. 3. «Blue Wind». Исполняет Ильза. 4. «Don’t Do Sadness» / «Blue Wind». Исполняют Мориц и Ильза. 5. «Left Behind». Исполняют Мельхиор, девочки и ребята. 6. «Totally Fucked». Исполняют Мельхиор, мальчики и девочки (все кроме Морица). 7. «The Word of Your Body (Reprise)». Исполняют Хенсхен, Эрнст, девочки и ребята. 8. «Whispering». Исполняет Вендла. 9. «Those You’ve Known». Исполняют Вендла, Мориц и Мельхиор. 10. «The Song Of Purple Summer». Исполняют Ильза, девочки и ребята. |

## Исполнители
| Персонаж         | Бродвейский состав    | Американское турне | Британская постановка |
| ---------------- | --------------------- | ------------------ | --------------------- |
| Мэльхиор         | Джонатан Грофф        | Кайл Рябко         | Анейрин Барнард       |
| Вендла           | Лиа Мишель            | Кристи Алтомар     | Шарлотта Вейкфилд     |
| Мориц            | Джон Галлахер-младший | Блейк Башофф       | Иван Реон             |
| Взрослый мужчина | Стивен Спинелла       | Генри Стрэм        | Ричард Кордери        |
| Взрослая женщина | Кристин Истабрук      | Анджела Рид        | Сьен Томас            |
| Илс              | Лорен Притчард        | Стэффи Ди          | Люси Мэй Баркер       |
| Георг            | Скайлар Эстин         | Мэтт Шинглдэкер    | Джос Словик           |
| Марта            | Лилли Купер           | Сара Хант          | Хэйли Галливан        |
| Эрнст            | Гидеон Глик           | Бен Мосс           | Гарри МакЭнтайр       |
| Отто             | Брайн Чарльз Джонсон  | Энтони Ли Мэдина   | Эдд Джадж             |
| Анна             | Фиби Строл            | Габриэль Гарса     | Наташа Барнс          |
| Хэншен           | Джонатан Б. Райт      | Энди Миентус       | Джейми Блэкли         |
| Тэа              | Реми Закен            | Кимико Гленн       | Эвелин Хоскинс        |

Замены Бродвейской постановки:
- Мельхиор — Кайл Рябко, Хантер Пэрриш, Остин Маккензи
- Мориц — Блэйк Башофф, Джерард Каноничо
- Вендла — Александра Соча
- Взрослая женщина — Кейт Бёртон, Кристи Нильсон
- Ильза — Эмма Ханто, Дженна Ашковиц,
- Хенсхен — Дрю Тайлер Бэлл, Мэтт Дойл
- Анна — Эмили Кинни

Замены американского турне:
- МельхиВеор — Мэтт Дойль, Джейк Эпштейн
- Мориц — Тэйлор Тренч
- Хенсхен — Роби Хэгер

## Первоначальная версия
Перед премьерой шоу на сцене, Дунканом Шейком было записано несколько демоверсий композиций, не попавших в финальную версию мюзикла. Тем не менее, большая часть сюжета мюзикла основана на пьесе.
- По первоначальной задумке Стивена Сэйтера и Дункана Шейка Мельхиор должен был изнасиловать Вендлу в конце «I Believe», но авторы хотели, чтобы отношения молодых людей и их интимная близость были наполнены любовью. В первой версии музыкальный номер заканчивался криками девушки, пока юноша насиловал её.

- Песня «All That’s Known» заменила композицию «All Numb». Обе песни содержат одну идею, но первая композиция вышла короче, поэтому она попала в финальную версию.

- «A Comet On It’s Way» была заменена на «The Bitch Of Living». Обе песни содержат похожие мысли, но Дункан Шейк посчитал, что вторая композиция более динамичная и лучше вписывается в общий тон мюзикла.

- Песня «Those You’ve Known» заменила композицию «The Clouds Will Drift Away», так Шейк хотел, чтобы музыкальная тема трёх персонажей была больше похожа на тему из «All That’s Known».

- «Mama Who Bore Me (Reprise)» должна была исполняться после песни «Touch Me».

- Песня с громким названием «Great Sex» (по идее должна была исполняться после «Mama Who Bore Me (Reprise)»), так как посчитали её слишком напористой для сцены, в которой она должна была звучать — во время мастурбации Хенсхена, плавно переходя в середину композиции «My Junk».

- Песни «Touch Me» и «The Mirror-Blue Night» имели повторное исполнение, а «Mama Who Bore Me» даже повторялась в третий раз. И даже у вырезанной из некоторых версий «There Once Was A Pirate» была реприза.

## CD-издание
Дата выпуска: 21 ноября 2006 года
Количество дисков: 1
Издатель: Decca Broadway
1. «Mama Who Bore Me» в исполнении Лии Мишель (2:20)
2. «Mama Who Bore Me (Reprise)» в исполнении Лии Мишель (1:15)
3. «All That’s Known» в исполнении Джонатана Гроффа (2:01)
4. «The Bitch Of Living» [Explicit] в исполнении Джона Галлахера мл. (2:52)
5. «My Junk» в исполнении Лии Мишель (2:25)
6. «Touch Me» в исполнении Брайана Джонсона (4:31)
7. «The Word Of Your Body» в исполнении Лии Мишель (2:58)
8. «The Dark I Know Well» в исполнении Лилли Купер (3:05)
9. «And Then There Were None» [Explicit] в исполнении Джона Галлахера мл. (4:16)
10. «The Mirror-Blue Night» в исполнении Джонатана Гроффа (2:23)
11. «I Believe» в исполнении Брайана Джонсона (2:31)
12. «Don’t Do Sadness» / «Blue Wind» в исполнении Джона Галлахера мл. (5:05)
13. «The Guilty Ones» в исполнении Лии Мишель (3:31)
14. «Left Behind» в исполнении Джонатана Гроффа (4:16)
15. «Totally Fucked» [Explicit] в исполнении Джонатана Гроффа (3:18)
16. «The Word Of Your Body (Reprise)» в исполнении Джонатана Б. Райта (3:10)
17. «Whispering» в исполнении Лии Мишель (3:35)
18. «Those You’ve Known» в исполнении Джона Галлахера мл. (4:28)
19. «The Song Of Purple Summer» в исполнении Лорен Притчард (3:28)